# ふくしま駅伝
ふくしま駅伝（ふくしまえきでん）は、毎年11月第3日曜日に福島県で福島県陸上競技協会と福島民報社の主催で行われている駅伝大会。正式名称は市町村対抗福島県縦断駅伝競走大会。

## 概要
福島県白河市から福島市に向けて福島県中通りを縦断する駅伝で、県内の市町村対抗で争われる。
1989年（平成元年）より毎年11月の第3日曜日に開催される。
大会は総合順位のほか、市の部、町の部、村の部に分けられ、それぞれのトップと入賞チームに賞が贈られる。また、前回大会から大きく順位を上げたチームに敢闘賞が贈られる。
テレビ中継はテレビユー福島で放送されるが、競技時間が6時間以上と長いため生中継は前半のみで後半は当日の昼下がりに中継録画で放送される。なお、11時24分と11時40分の2回、速報が放送される。
ラジオ中継はラジオ福島で放送され、こちらは2010年までは一部中断があったが、2011年からは完全生中継での放送となる。大会2週間ほど前からチーム紹介が放送される。
新聞による報道は、主催である福島民報社によって行われる。こちらも大会2週間ほど前からチーム紹介が掲載され、テレビユー福島でのチーム紹介にも活用されている。大会当日にはゴール後に号外が出される。

## 歴史
- 第1回 1989年（平成元年）- ふくしま国体に向けての中長距離選手の育成・強化と各市町村のふるさと興しに寄付することを目的として、本大会を開催。
- 第5回 1993年（平成5年）- (当時)県内全90市町村中、檜枝岐村を除く史上最多89市町村が参加。
- 第10回 1998年（平成10年）- 前回大会から大きく順位を上げたチームに贈られる敢闘賞を創設。
- 第14回 2002年（平成14年）- 大会史上初、村の部で岩瀬村と泉崎村が同タイムでW優勝。
- 第16回 2004年（平成16年）- 前半賞・後半賞を創設。
- 第18回 2006年（平成18年）- 平成の大合併 がほぼ終了し、参加チーム数が大幅に減少。
- 第19回 2007年（平成19年）- 総合順位で1位だった郡山市と2位だったいわき市の差が大会史上最も僅差の3秒差。
- 第20回 2008年（平成20年）- 20回を記念し、福島市の福島県文化センターで自衛隊福島地方協力本部共催の音楽祭が開かれる。
- 第21回 2009年（平成21年）- 新型インフルエンザの流行で広野町などの選手が直前にリタイア。郡山市は特例として替わりの選手がタスキをつなぐ。
- 第22回 2010年（平成22年）- 前半賞・後半賞廃止。
- 第23回 2011年（平成23年）- 東日本大震災及び福島第一原子力発電所事故により被害が大きかった広野町、双葉町、飯舘村がオープン参加となる。また第5中継所の須賀川市役所が地震により甚大な被害を受け立ち入りが制限されたため、第5中継所を「福島県須賀川土木事務所前」に変更。
- 第24回 2012年（平成24年）- 飯舘村が震災特例措置により後半戦のみ参加。
- 第25回 2013年（平成25年）- 四半世紀を迎えた節目の大会で、少子高齢化などでチームを編成できない町村の連合チーム「※希望ふくしま」を創設、初めて県内全59市町村の選手が参加。広野町が震災特例措置で前半戦のみ参加。号砲を2020年東京オリンピック･パラリンピックプレゼンターの谷真海が務める。25回記念誌が福島民報社 から販売される。
- 第26回 2014年（平成26年）- ナンバーカードに初めて計測用チップがつけられ、記録計測が的確かつ迅速に行われるようになる。会津若松市チームが前回大会で初優勝したことを受け、しずおか市町対抗駅伝に招待される。
- 第29回 2017年 （平成29年）- 「希望ふくしま」が正式なチームと認められ、総合結果に反映される。初めて大会の模様をインターネット配信。震災により第23回大会から変更されていた第5中継所が、元の「須賀川市役所前」に戻る。
- 第30回 2018年（平成30年）- 30回を記念し福島市のとうほう・みんなのスタジアム（あづま陸上競技場） でシンポジウムが催される。また30回記念誌が福島民報社から販売。ふくしま駅伝Twitter公式アカウント開設。テレビユー福島特別解説として柏原竜二 を招待（以降ゲスト解説）。
- 第31回 2019年 （令和元年）- 令和元年東日本台風（台風19号）により一部コースと中継所が被災するも、無事開催。
- 第32回 2020年（令和2年）- 新型コロナウイルス感染症の影響により、ふるさと選手の制限、コースを後半のみ（郡山ヒロセ開成山陸上競技場～福島県庁）という条件で開催[2]。古殿町、南会津町、只見町が新型コロナウイルス感染症の影響により不参加。
- 第33回 2021年（令和3年）- 2大会ぶりに全16区間での開催。区間制限が解除され、7、8、9区のみ中学生限定区間となる。
- 第35回 2023年（令和5年）- この年から郡山市と本宮市の境にあった橋が撤去されたため、迂回路が設定され、10区が全区間唯一の10kmを越える区間になった。古殿町、飯舘村がオープン参加により後半戦のみ参加。
- 第36回 2024年（令和6年）- 古殿町が不参加。オープン参加により飯舘村が前半戦のみ、双葉町が後半戦のみ参加。

## ルール
- タスキやゼッケンは市の部が黄色、町の部が青色、村の部が赤色、希望ふくしまが緑色となっており、市から順にナンバーが決められている。
- 市の部は6位、町の部は10位、村の部は3位までが入賞となる。
- 基本的には各中継所、トップのチームが通過してから15分で繰り上げスタートとなるが、第6、7中継所は交通混雑が予想されることからトップが通過してから10分で繰り上げスタートとなる。
- 繰り上げスタートとなったチームは白色のタスキをかけて走るが、第7中継所のみは元の各市町村の色のタスキをかけて走る。
- 男子シニアは40歳以上、女子シニアは30歳以上（大会当日の年齢）。
- 「ふるさと選手」は他市町村、他都道府県在住者であっても、出身中学校のある、市は2名以内に限る。町村は制限無し。

## コース
※第36回大会現在
しらかわカタールスポーツパーク陸上競技場から福島県庁前に至る16区間96.3 km。
| 区     | 距離    | 選手       | 区間                                     | 区間             |
| ------ | ------- | ---------- | ---------------------------------------- | ---------------- |
| 第1区  | 4.0 km  | 女子       | しらかわカタールスポーツパーク陸上競技場 | 白河市北中川原   |
| 第1区  | 4.0 km  | 女子       | サンフレッシュ白河・大沼体育館前         | 白河市久田野     |
| 第2区  | 8.2 km  | 男子       | サンフレッシュ白河・大沼体育館前         | 白河市久田野     |
| 第2区  | 8.2 km  | 男子       | 泉崎さつき公園入口前                     | 泉崎村大字泉崎   |
| 第3区  | 5.8 km  | 男子       | 泉崎さつき公園入口前                     | 泉崎村大字泉崎   |
| 第3区  | 5.8 km  | 男子       | 矢吹町役場内                             | 矢吹町一本木     |
| 第4区  | 7.3 km  | 男子       | 矢吹町役場内                             | 矢吹町一本木     |
| 第4区  | 7.3 km  | 男子       | 鏡石町鳥見山陸上競技場内                 | 鏡石町緑町       |
| 第5区  | 6.4 km  | 男子       | 鏡石町鳥見山陸上競技場内                 | 鏡石町緑町       |
| 第5区  | 6.4 km  | 男子       | 須賀川市役所                             | 須賀川市八幡町   |
| 第6区  | 8.5 km  | 男子       | 須賀川市役所                             | 須賀川市八幡町   |
| 第6区  | 8.5 km  | 男子       | ゼノアック日本全薬工業内                 | 郡山市安積町笹川 |
| 第7区  | 5.2 km  | 男子中学生 | ゼノアック日本全薬工業内                 | 郡山市安積町笹川 |
| 第7区  | 5.2 km  | 男子中学生 | 郡山ヒロセ開成山陸上競技場東側           | 郡山市豊田町     |
| 第8区  | 4.1 km  | 男子中学生 | 郡山ヒロセ開成山陸上競技場東側           | 郡山市豊田町     |
| 第8区  | 4.1 km  | 男子中学生 | 福島県立郡山北工業高等学校内             | 郡山市八山田     |
| 第9区  | 3.0 km  | 女子中学生 | 福島県立郡山北工業高等学校内             | 郡山市八山田     |
| 第9区  | 3.0 km  | 女子中学生 | 平成記念郡山こどもの森公園入口前         | 郡山市日和田町   |
| 第10区 | 10.6 km | 男子       | 平成記念郡山こどもの森公園入口前         | 郡山市日和田町   |
| 第10区 | 10.6 km | 男子       | 本宮市白岩屋商店前                       | 本宮市本宮       |
| 第11区 | 3.9 km  | 女子       | 本宮市白岩屋商店前                       | 本宮市本宮       |
| 第11区 | 3.9 km  | 女子       | 大玉村イイジマ前                         | 大玉村大山       |
| 第12区 | 7.0 km  | 男子       | 大玉村イイジマ前                         | 大玉村大山       |
| 第12区 | 7.0 km  | 男子       | 二本松市役所内                           | 二本松市金色     |
| 第13区 | 4.6 km  | 男子       | 二本松市役所内                           | 二本松市金色     |
| 第13区 | 4.6 km  | 男子       | 二本松市安達支所内                       | 二本松市油井     |
| 第14区 | 5.7 km  | 男子       | 二本松市安達支所内                       | 二本松市油井     |
| 第14区 | 5.7 km  | 男子       | 福島市立松陵中学校前                     | 福島市松川町     |
| 第15区 | 3.4 km  | 女子       | 福島市立松陵中学校前                     | 福島市松川町     |
| 第15区 | 3.4 km  | 女子       | 福島大学入口                             | 福島市松川町浅川 |
| 第16区 | 8.4 km  | 男子       | 福島大学入口                             | 福島市松川町浅川 |
| 第16区 | 8.4 km  | 男子       | 福島県庁前                               | 福島市杉妻町     |

※しばしば一部のコースや中継所が変更となっている。

## 参加チーム
※第34回大会現在
| No.                                                                        | チーム名     | 郡       | 最高順位(総合)とその回数 | 最高順位(市町村の部)とその回数 | 合併市町村                                                |
| -------------------------------------------------------------------------- | ------------ | -------- | ------------------------ | ------------------------------ | --------------------------------------------------------- |
| 1                                                                          | 福島市       |          | 1位(8回)                 | 1位(8回)                       | 飯野町                                                    |
| 2                                                                          | 会津若松市   |          | 1位(4回)                 | 1位(4回)                       | 河東町、北会津村                                          |
| 3                                                                          | 郡山市       |          | 1位(6回)                 | 1位(6回)                       |                                                           |
| 4                                                                          | いわき市     |          | 1位(13回)                | 1位(13回)                      |                                                           |
| 5                                                                          | 白河市       |          | 7位(4回)                 | 5位(1回)                       | 表郷村、東村、大信村                                      |
| 6                                                                          | 須賀川市     |          | 1位(1回)                 | 1位(1回)                       | 長沼町、岩瀬村                                            |
| 7                                                                          | 喜多方市     |          | 9位(5回)                 | 7位(4回)                       | 塩川町、山都町                                            |
| 8                                                                          | 相馬市       |          | 10位(1回)                | 6位(1回)                       |                                                           |
| 9                                                                          | 二本松市     |          | 3位(1回)                 | 3位(1回)                       | 安達町、岩代町、東和町                                    |
| 10                                                                         | 田村市       |          | 5位(2回)                 | 5位(3回)                       | 滝根町、大越町、常葉町、船引町、都路村                    |
| 11                                                                         | 南相馬市     |          | 7位(2回)                 | 7位(2回)                       | 原町市、鹿島町、小高町                                    |
| 12                                                                         | 伊達市       |          | 11位(2回)                | 10位(4回)                      | 伊達町、保原町、霊山町、梁川町、月舘町                    |
| 13                                                                         | 本宮市       |          | 10位(1回)                | 9位(1回)                       | 本宮町、白沢村                                            |
| 14                                                                         | 桑折町       | 伊達郡   | 27位(1回)                | 9位(2回)                       |                                                           |
| 15                                                                         | 国見町       | 〃       | 22位(1回)                | 13位(1回)                      |                                                           |
| 16                                                                         | 川俣町       | 〃       | 7位(1回)                 | 3位(2回、共に町村の部)         |                                                           |
| 17                                                                         | 鏡石町       | 岩瀬郡   | 8位(1回)                 | 2位(2回)                       |                                                           |
| 18                                                                         | 矢吹町       | 西白河郡 | 5位(1回)                 | 1位(2回)                       |                                                           |
| 19                                                                         | 棚倉町       | 東白川郡 | 25位(1回)                | 8位(1回)                       |                                                           |
| 20                                                                         | 矢祭町       | 〃       | 12位(1回)                | 4位(1回)                       |                                                           |
| 21                                                                         | 塙町         | 〃       | 24位(1回)                | 13位(1回)                      |                                                           |
| 22                                                                         | 石川町       | 石川郡   | 2位(1回)                 | 1位(5回)                       |                                                           |
| 23                                                                         | 浅川町       | 〃       | 11位(1回)                | 4位(1回)                       |                                                           |
| 24                                                                         | 古殿町       | 〃       | 24位(1回)                | 8位(1回)                       |                                                           |
| 25                                                                         | 三春町       | 田村郡   | 6位(2回)                 | 1位(7回)                       |                                                           |
| 26                                                                         | 小野町       | 〃       | 28位(1回)                | 13位(1回)                      |                                                           |
| 27                                                                         | 南会津町     | 南会津郡 | 18位(1回)                | 5位(1回)                       | 田島町、舘岩村、伊南村、南郷村                            |
| 28                                                                         | 下郷町       | 〃       | 21位(1回)                | 10位(1回)                      |                                                           |
| 29                                                                         | 只見町       | 〃       | 38位(1回)                | 18位(1回)                      |                                                           |
| 30                                                                         | 西会津町     | 耶麻郡   | 29位(1回)                | 12位(2回)                      |                                                           |
| 31                                                                         | 磐梯町       | 〃       | 29位(1回)                | 13位(1回)                      |                                                           |
| 32                                                                         | 猪苗代町     | 〃       | 8位(1回)                 | 1位(1回)                       |                                                           |
| 33                                                                         | 会津坂下町   | 河沼郡   | 10位(1回)                | 2位(1回)                       |                                                           |
| 34                                                                         | 柳津町       | 〃       | 22位(1回)                | 10位(2回)                      |                                                           |
| 35                                                                         | 会津美里町   | 大沼郡   | 6位(1回)                 | 1位(1回)                       | 会津高田町、会津本郷町、新鶴村                            |
| 36                                                                         | 広野町       | 双葉郡   | 20位(1回)                | 7位(1回)                       |                                                           |
| 37                                                                         | 楢葉町       | 〃       | 18位(3回)                | 5位(2回)                       |                                                           |
| 38                                                                         | 富岡町       | 〃       | 9位(1回)                 | 4位(1回)                       |                                                           |
| 39                                                                         | 大熊町       | 〃       | 9位(1回)                 | 4位(1回、町村の部)             |                                                           |
| 40                                                                         | 双葉町       | 〃       | 12位(1回)                | 5位(1回)                       |                                                           |
| 41                                                                         | 浪江町       | 〃       | 5位(1回)                 | 1位(1回、町村の部)             |                                                           |
| 42                                                                         | 新地町       | 相馬郡   | 28位(2回)                | 11位(2回)                      |                                                           |
| 43                                                                         | 大玉村       | 安達郡   | 16位(1回)                | 3位(2回)                       |                                                           |
| 44                                                                         | 天栄村       | 岩瀬郡   | 30位(1回)                | 5位(1回)                       |                                                           |
| 45                                                                         | 西郷村       | 西白河郡 | 9位(1回)                 | 1位(4回)                       |                                                           |
| 46                                                                         | 泉崎村       | 〃       | 11位(2回)                | 1位(11回)                      |                                                           |
| 47                                                                         | 中島村       | 〃       | 17位(1回)                | 2位(1回)                       |                                                           |
| 48                                                                         | 鮫川村       | 東白川郡 | 17位(1回)                | 3位(2回)                       |                                                           |
| 49                                                                         | 玉川村       | 石川郡   | 14位(1回)                | 2位(1回)                       |                                                           |
| 50                                                                         | 平田村       | 〃       | 11位(1回)                | 1位(1回)                       |                                                           |
| 51                                                                         | 北塩原村     | 耶麻郡   | 36位(1回)                | 7位(1回)                       |                                                           |
| 52                                                                         | 飯舘村       | 相馬郡   | 5位(1回)                 | 1位(13回)                      |                                                           |
| 53                                                                         | 希望ふくしま |          | 31位(1回)                |                                | 三島町、金山町、湯川村、昭和村、川内村、 葛尾村、檜枝岐村 |
| 以下、希望ふくしま参加前の町村チームの成績及び合併された市町村チームの成績 |              |          |                          |                                |                                                           |
|                                                                            | 三島町       | 大沼郡   | 54位(1回)                | 33位(1回)                      |                                                           |
|                                                                            | 金山町       | 〃       | 41位(1回)                | 25位(1回)                      |                                                           |
|                                                                            | 湯川村       | 河沼郡   | 57位(1回)                | 20位(2回)                      |                                                           |
|                                                                            | 昭和村       | 大沼郡   | 82位(1回)                | 23位(1回)                      |                                                           |
|                                                                            | 川内村       | 双葉郡   | 51位(1回)                | 11位(1回)                      |                                                           |
|                                                                            | 葛尾村       | 〃       | 51位(1回)                | 10位(1回)                      |                                                           |
|                                                                            | 檜枝岐村     | 南会津郡 | 72位(1回)                | 17位(1回)                      |                                                           |
|                                                                            | 原町市       |          | 12位(1回)                | 7位(1回)                       | 南相馬市に合併                                            |
|                                                                            | 伊達町       | 伊達郡   | 41位(1回)                | 25位(1回)                      | 伊達市に合併                                              |
|                                                                            | 保原町       | 〃       | 12位(3回)                | 5位(2回)                       | 伊達市に合併                                              |
|                                                                            | 霊山町       | 〃       | 38位(1回)                | 27位(1回)                      | 伊達市に合併                                              |
|                                                                            | 梁川町       | 〃       | 14位(1回)                | 6位(1回)                       | 伊達市に合併                                              |
|                                                                            | 飯野町       | 〃       | 48位(1回)                | 26位(1回)                      | 福島市に合併                                              |
|                                                                            | 月舘町       | 〃       | 40位(1回)                | 27位(1回)                      | 伊達市に合併                                              |
|                                                                            | 安達町       | 安達郡   | 17位(1回)                | 9位(1回)                       | 二本松市に合併                                            |
|                                                                            | 本宮町       | 〃       | 11位(1回)                | 4位(1回)                       | 本宮市に合併                                              |
|                                                                            | 岩代町       | 〃       | 11位(2回)                | 5位(3回)                       | 二本松市に合併                                            |
|                                                                            | 東和町       | 〃       | 2位(1回)                 | 1位(5回)                       | 二本松市に合併                                            |
|                                                                            | 長沼町       | 岩瀬郡   | 42位(1回)                | 26位(1回)                      | 須賀川市に合併                                            |
|                                                                            | 滝根町       | 田村郡   | 24位(1回)                | 12位(1回)                      | 田村市に合併                                              |
|                                                                            | 大越町       | 〃       | 22位(1回)                | 13位(2回)                      | 田村市に合併                                              |
|                                                                            | 常葉町       | 〃       | 31位(1回)                | 17位(1回)                      | 田村市に合併                                              |
|                                                                            | 船引町       | 〃       | 3位(4回)                 | 1位(9回)                       | 田村市に合併                                              |
|                                                                            | 田島町       | 南会津郡 | 4位(1回)                 | 1位(1回)                       | 南会津町に合併                                            |
|                                                                            | 塩川町       | 耶麻郡   | 12位(1回)                | 5位(1回)                       | 喜多方市に合併                                            |
|                                                                            | 山都町       | 〃       | 14位(1回)                | 7位(1回)                       | 喜多方市に合併                                            |
|                                                                            | 河東町       | 河沼郡   | 29位(1回)                | 17位(1回)                      | 会津若松市に合併                                          |
|                                                                            | 会津高田町   | 大沼郡   | 7位(1回)                 | 2位(1回)                       | 会津美里町に合併                                          |
|                                                                            | (会津)本郷町 | 〃       | 26位(1回)                | 18位(1回)                      | 会津美里町に合併                                          |
|                                                                            | 鹿島町       | 相馬郡   | 14位(1回)                | 6位(1回)                       | 南相馬市に合併                                            |
|                                                                            | 小高町       | 〃       | 23位(1回)                | 14位(1回)                      | 南相馬市に合併                                            |
|                                                                            | 白沢村       | 安達郡   | 21位(1回)                | 3位(1回)                       | 本宮市に合併                                              |
|                                                                            | 岩瀬村       | 岩瀬郡   | 18位(1回)                | 1位(1回)                       | 須賀川市に合併                                            |
|                                                                            | 表郷村       | 西白河郡 | 10位(1回)                | 2位(5回)                       | 白河市に合併                                              |
|                                                                            | 東村         | 〃       | 35位(1回)                | 6位(1回)                       | 白河市に合併                                              |
|                                                                            | 大信村       | 〃       | 55位(1回)                | 11位(1回)                      | 白河市に合併                                              |
|                                                                            | 都路村       | 田村郡   | 24位(1回)                | 3位(3回)                       | 田村市に合併                                              |
|                                                                            | 舘岩村       | 南会津郡 | 61位(1回)                | 13位(1回)                      | 南会津町に合併                                            |
|                                                                            | 伊南村       | 〃       | 73位(1回)                | 18位(1回)                      | 南会津町に合併                                            |
|                                                                            | 南郷村       | 〃       | 55位(1回)                | 12位(1回)                      | 南会津町に合併                                            |
|                                                                            | 北会津村     | 北会津郡 | 52位(1回)                | 16位(1回)                      | 会津若松市に合併                                          |
|                                                                            | 熱塩加納村   | 耶麻郡   | 57位(1回)                | 13位(2回)                      | 喜多方市に合併                                            |
|                                                                            | 高郷村       | 〃       | 43位(2回)                | 8位(2回)                       | 喜多方市に合併                                            |
|                                                                            | 新鶴村       | 大沼郡   | 54位(1回)                | 14位(1回)                      | 会津美里町に合併                                          |

※現在の参加チームについては、合併市町村の成績は含まない。

## 過去の大会成績
| 回 | 区間と距離    | チーム数 | 総合優勝   | 町の部優勝 | 村の部優勝     | 敢闘賞                                                         |
| -- | ------------- | -------- | ---------- | ---------- | -------------- | -------------------------------------------------------------- |
| 1  | 13区間101.0km | 44       | 福島市     | 浪江町     | ※              |                                                                |
| 2  | 14区間101.0km | 77       | 福島市     | 田島町     | ※              |                                                                |
| 3  | 14区間101.0km | 85       | 福島市     | 東和町     | ※              |                                                                |
| 4  | 14区間101.7km | 88       | 福島市     | 東和町     | 飯舘村         |                                                                |
| 5  | 15区間101.7km | 89       | いわき市   | 東和町     | 飯舘村         |                                                                |
| 6  | 15区間102.9km | 89       | 福島市     | 船引町     | 飯舘村         |                                                                |
| 7  | 15区間102.5km | 88       | いわき市   | 船引町     | 飯舘村         |                                                                |
| 8  | 15区間102.1km | 88       | いわき市   | 船引町     | 飯舘村         |                                                                |
| 9  | 15区間102.9km | 88       | いわき市   | 船引町     | 飯舘村         |                                                                |
| 10 | 15区間102.9km | 88       | いわき市   | 船引町     | 飯舘村         | 小高町、棚倉町、大越町、鮫川村                                 |
| 11 | 15区間96.7km  | 86       | いわき市   | 船引町     | 飯舘村         | 岩代町、浅川町、泉崎村                                         |
| 12 | 16区間95.6km  | 85       | いわき市   | 船引町     | 飯舘村         | 大熊町、河東町、棚倉町                                         |
| 13 | 16区間95.4km  | 85       | 郡山市     | 船引町     | 飯舘村         | 原町市、猪苗代町、本宮市、下郷町、鹿島町、白沢村、高郷村       |
| 14 | 16区間95.4km  | 85       | いわき市   | 東和町     | 岩瀬村、泉崎村 | 原町市、矢吹町、塩川町、磐梯町、小野町、岩瀬村、大玉村         |
| 15 | 16区間95.3km  | 83       | 福島市     | 東和町     | 飯舘村         | 白河市、長沼町、河東町、磐梯町、浅川町、飯舘村、高郷村         |
| 16 | 16区間95.2km  | 81       | 郡山市     | 船引町     | 飯舘村         | 相馬市、川俣町、常葉町、塩川町、鹿島町、鮫川村、飯舘村、都路村 |
| 17 | 16区間95.7km  | 73       | 福島市     | 矢吹町     | 飯舘村         | 白河市、小高町、浅川町、塙町、双葉町、東村、中島村             |
| 18 | 16区間96.2km  | 53       | 須賀川市   | 三春町     | 泉崎村         | 須賀川市、浪江町、磐梯町、柳津町、大玉村                       |
| 19 | 16区間96.2km  | 51       | 郡山市     | 三春町     | 泉崎村         | いわき市、桑折町、大熊町、天栄村                               |
| 20 | 16区間96.2km  | 51       | 郡山市     | 矢吹町     | 泉崎村         | 相馬市、棚倉町、富岡町、西郷村                                 |
| 21 | 16区間96.2km  | 51       | いわき市   | 三春町     | 泉崎村         | 喜多方市、塙町、双葉町、玉川村                                 |
| 22 | 16区間96.2km  | 51       | 郡山市     | 三春町     | 泉崎村         | 伊達市、古殿町、鮫川村、西郷村                                 |
| 23 | 16区間96.5km  | 49       | いわき市   | 三春町     | 泉崎村         | 本宮市、会津坂下町、南会津町、天栄村、鮫川村                   |
| 24 | 16区間96.5km  | 51       | 郡山市     | 三春町     | 西郷村         | 喜多方市、川俣町、中島村、鮫川村                               |
| 25 | 16区間95.1km  | 53       | 会津若松市 | 会津美里町 | 泉崎村         | 田村市、只見町、天栄村、大玉村                                 |
| 26 | 16区間95.1km  | 53       | いわき市   | 猪苗代町   | 西郷村         | 南相馬市、国見町、大玉村、鮫川村                               |
| 27 | 16区間95.1km  | 53       | 会津若松市 | 三春町     | 泉崎村         | 古殿町、鮫川村、飯舘村                                         |
| 28 | 16区間95.1km  | 53       | 会津若松市 | 石川町     | 平田村         | 二本松市、西会津町、下郷町、大玉村、北塩原村                   |
| 29 | 16区間94.8km  | 53       | いわき市   | 石川町     | 泉崎村         | 伊達市、新地町、大熊町、天栄村                                 |
| 30 | 16区間95.0km  | 53       | いわき市   | 石川町     | 泉崎村         | 白河市、古殿町、柳津町、鮫川村、大玉村                         |
| 31 | 16区間94.8km  | 53       | 福島市     | 石川町     | 西郷村         | 本宮市、塙町、西会津町、天栄村、北塩原村                       |
| 32 | 9区間50.2km   | 50       | 会津若松市 | 石川町     | 西郷村         | 相馬市、楢葉町、大熊町、飯舘村、大玉村                         |
| 33 | 16区間95.0km  | 50       | 会津若松市 | 石川町     | 泉崎村         |                                                                |
| 34 | 16区間95.0km  | 52       | 郡山市     | 石川町     | 西郷村         |                                                                |
| 35 | 16区間96.3km  | 52       | 会津若松市 | 石川町     | 西郷村         |                                                                |
| 36 | 16区間96.3km  | 52       | 郡山市     | 石川町     | 西郷村         |                                                                |

※第3回大会までは町村の部。太字は初優勝。

## ふくしま駅伝に出場した著名選手
- 相澤晃 （須賀川市）
- 阿部弘輝 （須賀川市）
- 安西秀幸 （会津若松市（旧河東町））
- 石井寿美（矢祭町）
- 今井正人 （南相馬市（旧小高町））
- 遠藤日向 （郡山市）
- 小川博之（いわき市）
- 柏原竜二 （いわき市）
- 小指卓也（群馬県） - 学法石川高校在学中に石川町で出場。
- 古寺冴佳（須賀川市）
- 酒井俊幸 （石川町）
- 佐藤敦之 （会津若松市）
- 下重庄三（田村市（旧船引町））
- 菅野勝子（本宮市（旧白沢村））
- 住吉秀昭（猪苗代町）
- 田邉美咲（いわき市）
- 田母神一喜（郡山市）
- 圓井彰彦 （鮫川村）
- 橋本康子 （本宮市（旧本宮町））
- 畑中良介（福島市）
- 半澤黎斗（広野町）
- 藤田敦史 （白河市（旧東村））
- 藤宮歩（郡山市）
- 星創太 （会津若松市）
- 松山和希（栃木県） - 学法石川高校在学中に石川町で出場。
- 村上康則 （いわき市）
- 横田俊吾（新潟県） - 学法石川高校在学中に石川町で出場。

## 関連各社・団体
- 主催 
  - 一般社団法人福島陸上競技協会
  - 福島民報社
- 共催 
  - 福島県
  - 福島県教育委員会
  - ラジオ福島
  - テレビユー福島
- 主管 
  - 県南陸上競技協会
  - 県北陸上競技協会
- 後援 
  - (公財)福島県スポーツ協会
  - 福島県市長会
  - 福島県町村会
  - 参加市町村教育委員会
  - 通過市町村陸上競技協会
  - 通過市町村体育協会
  - (一社)福島県交通安全協会
  - 毎日新聞社
  - スポーツニッポン新聞社
- 協力 
  - 福島県警察本部
  - 自衛隊福島地方協力本部
  - 陸上自衛隊福島駐屯地
  - 陸上自衛隊郡山駐屯地　ほか関係諸団体
- 特別協賛
  - 東北電力
  - 東邦銀行
  - カルピス （～2009年） → サントリー食品インターナショナル （2010年～）
- 協賛 
  - 大和ハウスグループ
  - 日本全薬工業
- 特別協力
  - ALSOK福島
  - NTT東日本-福島支店
  - 福島トヨタ
  - ふくしま未来研究会
- 賛助
  - 奥羽大学
  - おとぎの宿 米屋
  - JA共済連-福島
  - 大和証券郡山支店
  - 藤田建設工業

## 市町村対抗駅伝を行っている他の県
- 青森県（青森県民駅伝競走大会）
- 岩手県（一関・盛岡間駅伝競走大会）
- 宮城県（みやぎ地域対抗駅伝）
- 秋田県（秋田25市町村対抗駅伝 ふるさとあきたラン！）
- 山形県（山形県縦断駅伝競走大会）
- 栃木県（栃木県郡市町対抗駅伝）
- 新潟県（新潟県縦断郡市対抗駅伝競走大会）
- 長野県（長野県縦断駅伝競走）
- 富山県（富山県駅伝競走大会）
- 神奈川県（市町村対抗かながわ駅伝競走大会）
- 岐阜県（ぎふ清流郡市対抗駅伝競走大会）
- 静岡県（しずおか市町対抗駅伝）
- 愛知県（愛知県市町村対抗駅伝競走大会）
- 三重県（美（うま）し国三重市町対抗駅伝）
- 和歌山県（和歌山県市町村対抗ジュニア駅伝競走大会）
- 兵庫県（兵庫県郡市区対抗駅伝）
- 香川県（郡市対抗源平駅伝）
- 徳島県（徳島駅伝）
- 高知県（県市町村対抗駅伝）
- 佐賀県（郡市対抗県内一周駅伝大会）
- 長崎県（郡市対抗県下一周駅伝大会）
- 大分県（県内一周大分合同駅伝）
- 鹿児島県（鹿児島県下一周市郡対抗駅伝競走大会）
- 沖縄県（沖縄一周市郡対抗駅伝競走大会）